# Gut drauf

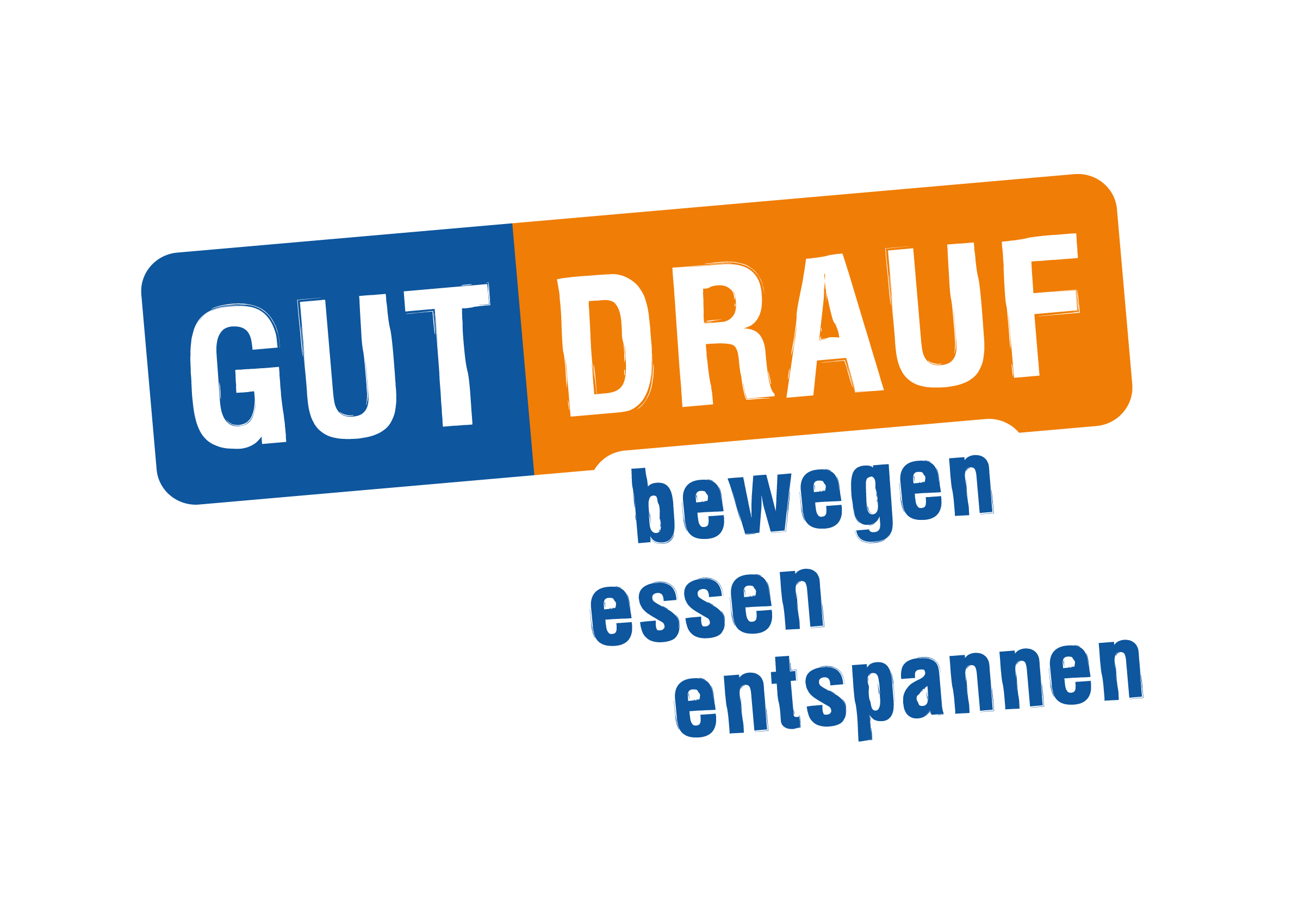
Logo der Kampagne

GUT DRAUF ist eine Jugendaktion der Bundeszentrale für gesundheitliche Aufklärung (BZgA) zur Förderung eines gesunden Lebensstils von Mädchen und Jungen zwischen 5 und 18 Jahren.

## Ziel
Das  von der BZgA herausgegebene Motto lautet:

„Mit GUT DRAUF die Gesundheit von Kindern und Jugendlichen fördern.“

GUT DRAUF hat zum Ziel, die gesundheitlichen Chancen aller Kinder und Jugendlichen nachhaltig zu fördern, die Voraussetzungen für einen gesunden Lebensstil zu verbessern, die Integration gesunden Verhaltens in den Alltag zu ermöglichen und gesundheitliche Risiken im Kindes- und Jugendalter zu senken.
Multiplikatorinnen und Multiplikatoren aus den Lebenswelten Jugendlicher, die deren Gesundheitsverhalten beeinflussen können, sind wichtige Partner von GUT DRAUF. Über Informationen, Schulungen, Beratung bis hin zur Begleitung bei der praktischen Umsetzung vor Ort werden diese Mittlerkräfte für GUT DRAUF in ihren Handlungsfeldern fit gemacht.
GUT DRAUF-Handlungsfelder sind Grund- und weiterführende Schulen, Einrichtungen der Jugendarbeit, Sportanbieter, Einrichtungen der Beruflichen Qualifizierung, Jugendunterkünfte und Jugendreise-Anbieter.

## Wissenschaftliche und methodische Grundlagen
(Quelle:)

### EBS-Konzept
Die konzeptionelle Grundlage für die praktische Umsetzung in der Jugendaktion GUT DRAUF liefert das EBS-Konzept mit seinen drei Säulen. Eine ausgewogene Ernährung, ausreichende Bewegung und ein bewusster Umgang mit Stress (EBS) können ein wirksamer Schutzschild vor Lebensstil bezogenen Krankheiten sein.
Gesundheitsprobleme lassen sich kaum auf einen einzigen Einflussfaktor zurückführen, sondern entstehen vielmehr in einem Netz von Kausalitäten. So kann zum Beispiel Stress zu Fehl- und Überernährung, zu Bewegungsmangel und Übergewicht führen. Je nach Ausmaß erzeugt Übergewicht psychosozialen Stress und Bewegungsunlust. Frustessen oder extremes Diäten erzeugen wiederum neuen Stress.

### Salutogenese
Der amerikanische Medizinsoziologe Aaron Antonovsky entwickelte das Modell der Salutogenese. Darunter verstand er dynamische Prozesse, die zur Entstehung und Erhaltung von Gesundheit führen. Antonovsky sah eine zentrale Aufgabe des Organismus darin, Stress zu bewältigen. Die Bewältigung hat motivierende, gesunderhaltende und sogar gesundheitsstärkende Wirkung („positiver“ Stress oder Eustress).

### Kinder- und Jugendgesundheit
Bei der Einschätzung und Bewertung der gesundheitlichen Lage Jugendlicher bezieht sich GUT DRAUF u. a. auf die Kinder- und Jugendgesundheitsstudie KiGGS, nach der das körperliche und psychische Wohlbefinden sowie die generell wahrgenommene gesundheitsbezogene Lebensqualität im Jugendalter abnehmen.